# Колибри-архилохусы
Колибри-архилохусы (лат. Archilochus) — род птиц из подсемейства Trochilinae семейства колибри (Trochilidae). В состав рода включают два вида:
- Черноголовый архилохус (Archilochus alexandri) обитает в открытых полузасушливых районах вблизи воды в западной части США, северной Мексики и южной части Британской Колумбии (Канада).

- Рубиновогорлый колибри (Archilochus colubris) обитает на юге Канады (от центральной части Альберты восточнее до Новой Шотландии) и центральных и восточных США (от Северной Дакоты восточнее до Мэна, а на юге США с юга Техаса и до Флориды), зимуют в Центральной Америке — от центральной Мексики до запада Панамы, но также и на юге штата Флорида в США[3].

Птицы питаются нектаром цветов и насекомыми, которых ловят в воздухе.